# Guro-gu
Guro-gu (구로구) ist einer der 25 Stadtteile Seouls und liegt am südwestlichen Stadtrand. Die Einwohnerzahl beträgt 399.950 (Stand: Mai 2021).

## Gründung
Der Stadtteil wurde 1980 durch Abspaltung vom Stadtteil Yeongdeungpo-gu gegründet. Der Name Guro geht auf die Legende zurück, dass hier neun (koreanisch: gu) alte Männer (koreanisch: ro) ein langes Leben genossen.

## Gliederung
| Guro-gu ist gegliedert in 16 Dongs (Quartiere, Nachbarschaften): - Garibong-dong - Gaebong-dong 1, 2, 3 - Gocheok-dong 1, 2 - Guro-dong 1, 2, 3, 4, 5 - Oryu-dong 1, 2 - Sugung-dong - Sindorim-dong |

## Wirtschaft

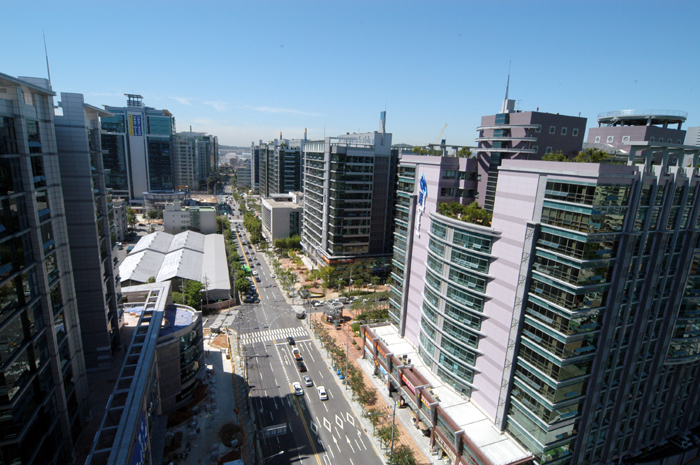
Guro Digital Complex

Guro-gu war in der Vergangenheit ein industrielles Zentrum und besonders bis in die 1990er Jahre ein Zentrum der Textilindustrie. Seit den 1970er Jahren entwickelte es sich zu einem Zentrum der Informationstechnologie, in den 1990er Jahren waren hier 80 % der koreanischen IT-Unternehmen ansässig.